# 拉斯蒂·韦尔斯
拉斯蒂·韦尔斯（英語：Rusty Wailes，1936年3月21日—2002年10月11日），美国男子赛艇运动员。他曾代表美国参加1956年和1960年夏季奥林匹克运动会赛艇比赛，两届奥运会各获得一枚金牌。